# Sneaton
Sneaton is een civil parish in het bestuurlijke gebied Scarborough, in het Engelse graafschap North Yorkshire met 178 inwoners.

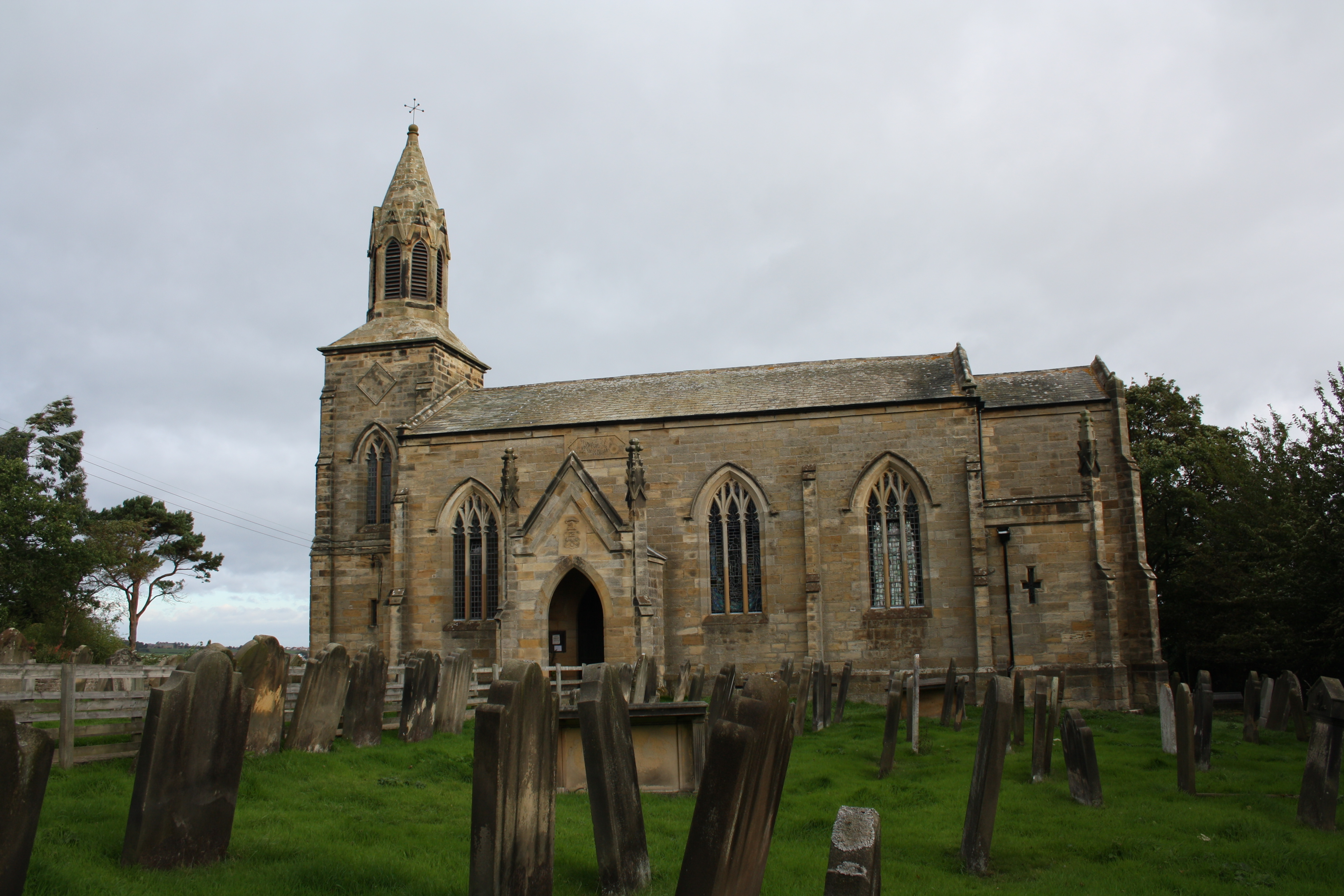
Kerk van St Hildas